# کلادووا
کلادووا (به صربی: Kladovo) یک روستا در صربستان است که در کلادووا واقع شده‌است. کلادووا ۴۵ متر بالاتر از سطح دریا واقع شده‌است.